# Gloria Sengha Panda Shala
Pour les articles homonymes, voir Gloria.
Gloria Sengha Panda Shala, de son vrai nom Sengha Lossongu Gloria Patricia, est une militante pour les droits de l’homme et militante contre l’injustice sociale kino-congolaise. Elle est la fondatrice du mouvement Vigilance Citoyenne (abrégé en “VICI”)  et de la Dynamique citoyenne Tolembi Pasi en République démocratique du Congo,.

## Biographie

### Enfance et éducation
Gloria Sengha est née le 20 avril 1993 à Barumbu, commune située au nord de la ville de Kinshasa, capitale de la République démocratique du Congo (à l'époque République du Zaïre). Elle est originaire de Kibombo dans la province de Maniema, du côté de son père, et de Sankuru. Elle s'est engagée dans le militantisme après l'élection présidentielle de 2011 où Joseph Kabila a été élu président du pays pour un second mandat de cinq ans. Au cours de cette même année, elle a intégré la faculté de Droit pénal et sciences criminelles de l’Université de Kinshasa et elle a créé une structure dénommée Association des jeunes pour la démocratie au Congo,.

### Carrière
Étudiant à l’Université de kinshasa, Gloria Sengha a été membre de la Jeunesse consciente (structure de Jeunes qui militait pour l'éveil de conscience des Kinois) étant chef de sa promotion avant de rejoindre le mouvement citoyen Lutte pour le changement (abrégé en “Lucha”), créé depuis 2012 à Goma dans le Nord-Kivu à l’Est de la République démocratique du Congo.
Elle obtient sa licence universitaire en 2016. L’année suivante, Gloria commence sa carrière d’avocate au barreau de Kongo central et crée   le mouvement pro-démocratie Vigilance Citoyenne (abrégé en “VICI”) où elle est coordonnatrice,.

### Affaire judiciaire
Dans la lutte citoyenne en République démocratique du Congo, particulièrement les manifestations de janvier 2015 et pendant la crise politique de 2016, Gloria Sengha a été initiatrice de plusieurs campagnes,. En 2016, pendant que les politiciens congolais étaient en plein dialogue, elle a été enlevée et détenue pendant plus d’une semaine dans les locaux de l’agence nationale de renseignements (ANR) situé à la Cité de l’Union africaine avec d’autres partisans de la Lucha pour avoir lancé la campagne «Bye Bye Kabila»,.
En 2018, avec seize autres militants de VICI, elle était arrêtée pour avoir lancé la campagne "congolais koteka bomoto nayo te pona nzala". C'est l'une des initiatrices de la campagne contre l'esclavage sexuel des filles mineures dans le Kassaï oriental. Elle est détenue six jours au parquet de grande instance de Kalamu puis placé en détention préventive pour une durée de onze jours au Centre pénitentiaire et de rééducation de Kinshasa (communément connu comme la prison centrale de Makala), puis libérée sous régime de liberté provisoire,,,.
En mai 2024, Gloria Sengha lance la campagne Tolembi Pasi (« Nous sommes fatigués la souffrance ») pour exiger l’accès à l’eau potable, à l’électricité, à des routes praticables, et dénoncer l’insécurité, la vie chère et la corruption. Elle est arrêtée le 17 mai 2024 par l’Agence Nationale de Renseignements (ANR) et détenue plus de 40 jours sans procès. Elle est libérée sous une forte pression populaire.

## Récompenses
Gloria Sengha est l’une des plus jeunes militantes pro-démocratique durant les Manifestations de janvier 2015 en république démocratique du Congo. Elle a prouvé son courage et son combat pour la lutte citoyenne auprès de ses pairs, et est classée parmi les 100 femmes congolaises les plus influentes en 2017 par le magazine people nord-kivusien Kivuzik. En juin 2018, Gloria a remporté le prix de champion de droit de l'homme par l'Institut de recherche en droits humains (IRDH), qui récompense ceux qui par leur courage font avancer l'humanité et promouvoir la démocratie.
- Participation à l’Inclusive Global Leadership Initiative (IGLI) de l’Université de Denver, dédiée aux femmes leaders de mouvements sociaux non violents (2018)

- Lauréate du programme IVLP (International Visitor Leadership Program) du Département d'État des États-Unis (2023)